# John Macadam
El honorable Dr John Macadam (29 de mayo de 1827 - 2 de septiembre de 1865), fue un químico australiano-escocés, profesor de medicina, político australiano y ministro del gabinete, y secretario honorario de la expedición Burke and Wills. El género Macadamia (nuez de macadamia) recibió su nombre en 1857. Murió en el mar, en un viaje de Australia a Nueva Zelanda, a los 38 años.

## Biografía
John Macadam nació en Northbank, Glasgow, Escocia, el 29 de mayo de 1827, hijo de William Macadam (1783-1853) y Helen, de soltera Stevenson (1803-1857). Su padre era un hombre de negocios de Glasgow, propietario de una hilandería y una imprenta textil en Kilmarnock, y era ciudadano y bailie (magistrado) de Glasgow. Sus compañeros industriales y él en el oficio habían desarrollado, utilizando la química, los procesos para la estampación industrial a gran escala de tejidos por los que se dieron a conocer estas plantas de la zona.
Estudió química en la Universidad Andersonian y en la Universidad de Edimburgo antes de dedicarse a la medicina en Glasgow. En 1855 viajó a Melbourne, donde se convirtió en el primer profesor en enseñar en la facultad de medicina de la universidad de la ciudad. Comenzando a dar sus clases de química el 3 de marzo de 1862. Murió unos años después, en 1865, en un viaje de Australia a Nueva Zelanda. Su tumba está en el Cementerio General de Melbourne .  
Su discípulo Ferdinand von Mueller (1825-1896) bautizó al género Macadamia en su honor. La nuez de una especie, la nuez de Queensland, es la famosa nuez de macadamia.

## Expedición de Burke y Wills
Entre 1857 y 1865, Macadam sirvió como secretario honorario del Comité de Exploración de la Royal Society of Victoria, que organizó la expedición Burke and Wills .
La expedición fue organizada por la sociedad con el objetivo de atravesar el continente de Australia desde las costas sur hasta el norte, cartografiarlo y recoger datos científicos y ejemplares. En ese momento, la mayor parte del interior de Australia no había sido explorado por los colonos europeos y les era desconocido.
En 1860-61, Robert O'Hara Burke y William John Wills dirigieron la expedición de 19 hombres con esta intención, atravesando Australia desde Melbourne al sur hasta el golfo de Carpentaria al norte, una distancia de unos 2.000 millas.
Tres hombres finalmente viajaron más de 3.000 millas desde Melbourne hasta las costas del golfo de Carpentaria y regresar al Depot Camp a Cooper Creek . En el intento fallecieron siete hombres, incluidos los líderes Burke y Wills. De los cuatro hombres que llegaron a la costa norte, sólo uno, John King, sobrevivió con la ayuda de los indígenas para regresar a Melbourne.
Esta expedición se convirtió en la primera en cruzar el continente australiano. Fue de gran importancia para el desarrollo posterior de Australia y se podría comparar en importancia con la expedición de Lewis y Clark por tierra en la costa del Pacífico estadounidense con el desarrollo de Estados Unidos.
Tras el gran número de muertes de la expedición, las críticas iniciales recayeron sobre la Royal Society, pero quedó claro que su previsión no podría haber prevenido las muertes y esto fue ampliamente reconocido cuando se supo que cómo en Secretario del Comité de Exploración de la expedición Burke y Wills, el doctor Macadam había insistido en las disposiciones adecuadas para su seguridad.

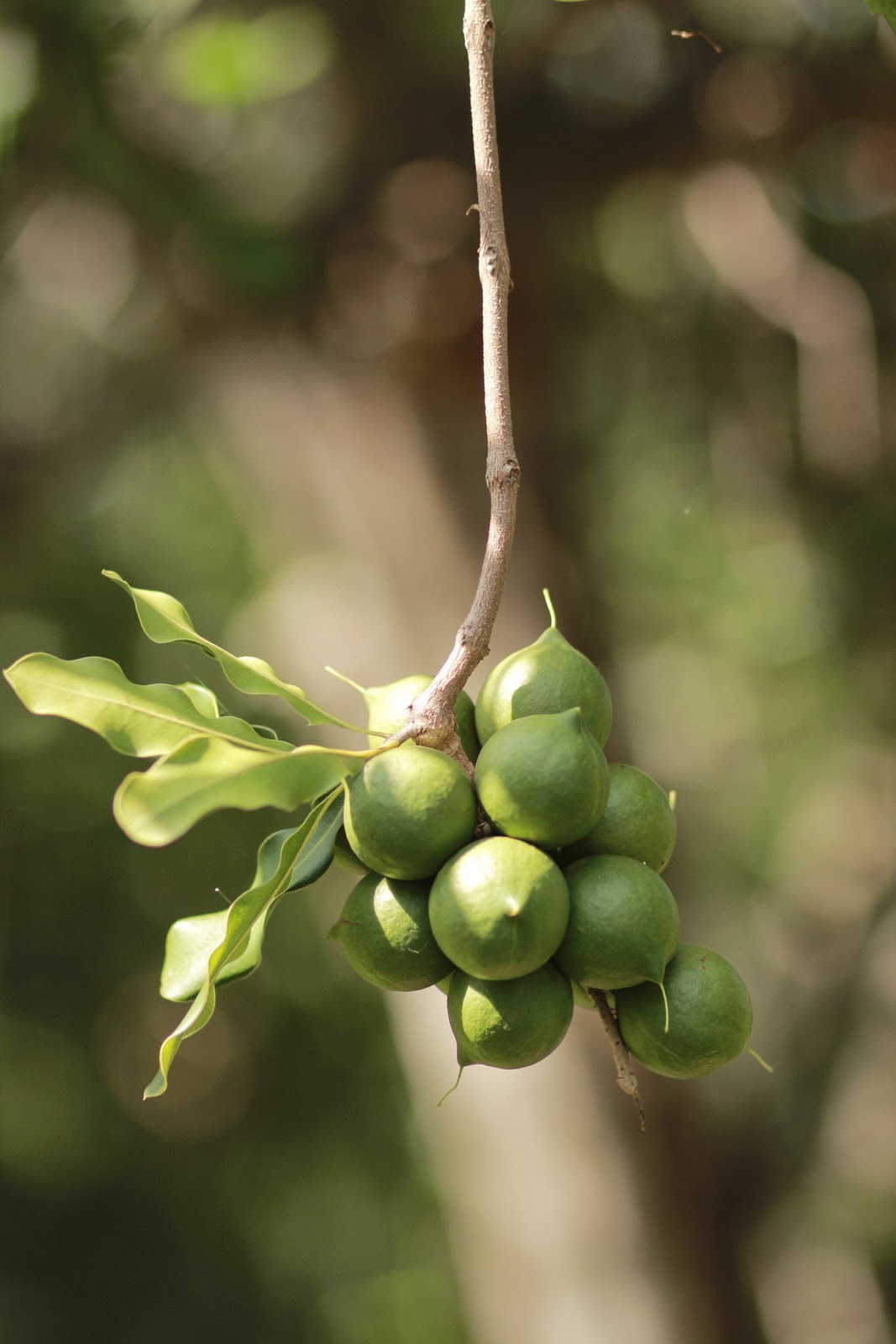
Nuez de macadamia en el árbol

## Macadamia
La nuez de macadamia (género Macadamia ) fue descubierta por los colonos europeos, y posteriormente el árbol recibió su nombre por su amigo y colega, Ferdinand von Mueller (1825-1896), Director de los Jardines Botánicos Reales, Melbourne . El árbol dio su nombre a las nueces de macadamia . El género Macadamia fue descrito científicamente por primera vez en 1857 por el dr. Mueller y llamó al nuevo género en honor a su amigo Dr. John Macadam. Mueller había hecho una gran cantidad de taxonomía de la flora, nombrando innumerables géneros, pero eligió este "... un género precioso dedicado a John Macadam, MD, el talentoso y merecido secretario de nuestro instituto".

## Sociedades eruditas
- 1847 miembro de la Royal Scottish Society of Arts[10]
- 1848 miembro de la Sociedad Filosófica de Glasgow (ahora Sociedad Filosófica Real de Glasgow )[10]
- 1855 miembro elegido de la Facultad de Médicos y Cirujanos de la Universidad de Glasgow[15]
- 1855 miembro electo (1857–59 Excmo. Sec), el Instituto Filosófico de Victoria, que más tarde se convertiría en la Royal Society of Victoria[16]
- 1860 vicepresidente de la Royal Society of Victoria[10]